# Manifesto das Sete Artes
Em 1923, o intelectual italiano Ricciotto Canudo propôs no seu Manifesto das Sete Artes e Estética da Sétima Arte que o cinema fosse considerado como a sétima arte, aumentando a lista precedente de Hegel. O manifesto foi uma atualização de sua publicação de 1911, intitulada La Naissance d'un sixième art. Essai sur le cinématographe, onde Canudo propunha o Cinema como Sexta Arte. O texto de 1923 passa então a incluir a Dança na listagem, tornando o Cinema a Sétima Arte. Ele apresenta a seguinte listagem das artes:
- Arquitetura
- Escultura
- Pintura
- Música
- Poesia
- Dança
- Cinema

Segundo esse Manifesto, o teatro não aparece na lista como uma forma independente de arte, pois o mesmo combina diversas linguagens artísticas existentes.